# Patscherkofelhaus
Das Patscherkofelhaus (auch Schutzhaus Patscherkofel) ist eine Schutzhütte der Kategorie III der Sektion Touristenklub Innsbruck des Österreichischen Alpenvereins unterhalb des Patscherkofelgipfels südlich von Innsbruck. Es liegt direkt neben der Bergstation der Patscherkofelbahn.

## Geschichte
Die erste Hütte wurde 1887 als Kaiser-Franz-Joseph-Schutzhaus von der Sektion Innsbruck des Österreichischen Touristenclubs erbaut. Den Namen erhielt sie zur Erinnerung an die Patscherkofelbesteigung Franz Josephs I. im Jahr 1848.
Die heutige Hütte wurde großteils um 1925 erbaut. Der zweigeschoßige Bau aus steinsichtigem Mauerwerk weist ein ausgebautes Dachgeschoß und ein Satteldach auf. Im Norden schließt ein eingeschoßiger Verandenvorbau mit zwei polygonalen Eckerkern an. Der eingeschoßige Zubau mit vorgestellter Sonnenterrasse wurde später ergänzt.
Seit 1927 ist die Hütte mit der Patscherkofelbahn erreichbar. Mit dem Neubau der Bahn im Jahr 2017 wurde Kritik laut, weil die neue Bergstation südlich in 20 Metern Entfernung zur Hütte, vor der Terrasse errichtet wurde.

## Wege

### Zustieg
- Igls (870 m ü. A.), Gehzeit: 3 Stunden
- Patsch (998 m ü. A.), Gehzeit: 2:30 Stunden

### Gipfelbesteigungen
- Patscherkofel (2246 m ü. A.), Gehzeit: 0:45 Stunden
- Viggarspitze (2306 m ü. A.), Gehzeit: 1:45 Stunden

### Übergänge zu anderen Hütten
- Glungezerhütte (2610 m ü. A.), Gehzeit: 3:00 Stunden
- Meißner Haus (1707 m ü. A.), Gehzeit: 1:30 Stunden

## Karten
- Alpenvereinskarte 33 Tuxer Alpen (1:50.000)